# فیلیپ لاون
فیلیپ لاون (انگلیسی: Philip Lawn؛ اقتصاددان استاد دانشگاه تورنس در استرالیای جنوبی و دانشیار سابق دانشگاه فلیندرز است. او همچنین مدیر مؤسسه خیریه Modern Money Lab است. 
موضوعات اصلی کار او توسعه پایدار و مطالعات شاخص پیشرفت واقعی است. تدریس او در تورنس بر اقتصاد بوم شناختی و شاخص‌های توسعه پایدار متمرکز است.

## انتشارات
لاون کتابها و مقالاتی در مورد مفاهیم، معیارها و جنبه‌های سیاستی توسعه پایدار نوشته و ویرایش کرده است، از جمله:
- اقتصاد اکولوژیکی تغییرات آب و هوا (اسپرینگر، ۲۰۱۶)
- شاخص‌های توسعه پایدار در اقتصاد اکولوژیکی (انتشارات ادوارد الگار، ۲۰۰۶)
- مسائل مرزی در اقتصاد اکولوژیک (ادوارد الگار، ۲۰۰۷)
- رفاه پایدار در آسیا و اقیانوسیه (ادوارد الگار، ۲۰۰۸، ویرایش مشترک با متیو کلارک)
- محیط زیست و اشتغال: آشتی.